# سن دیگو (سزار)
سن دیگو (انگلیسی: San Diego, Cesar) نام شهری در کشور کلمبیا است.